# Szossiejnaja
Szossiejnaja (ros. Шоссейная) – stacja kolejowa w miejscowości Petersburg, w Rosji. Położona jest na linii dawnej Kolei Warszawsko-Petersburskiej.